# Oscarverleihung 2025

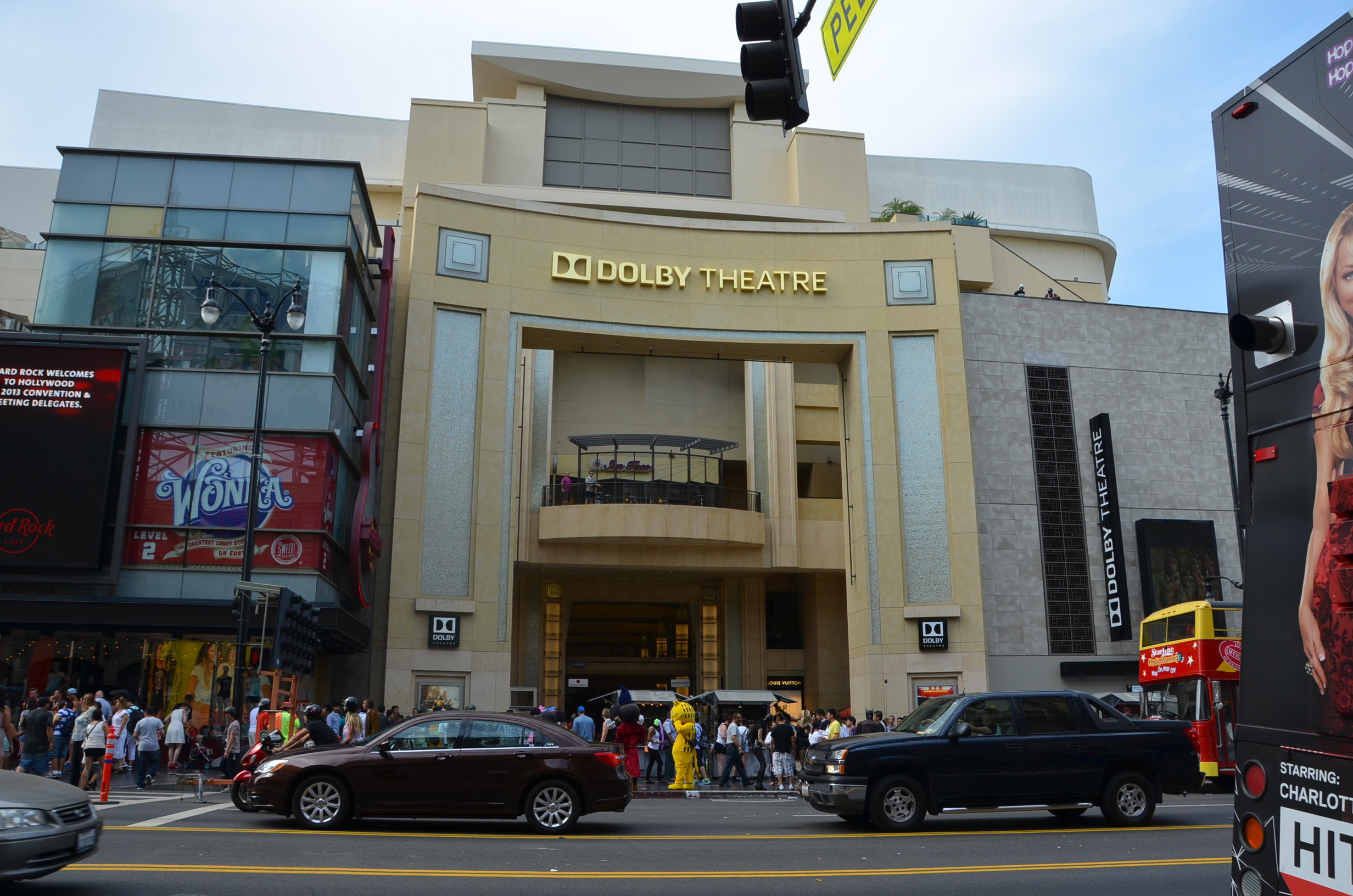
Das Dolby Theatre, Veranstaltungsort der Oscarverleihung 2025

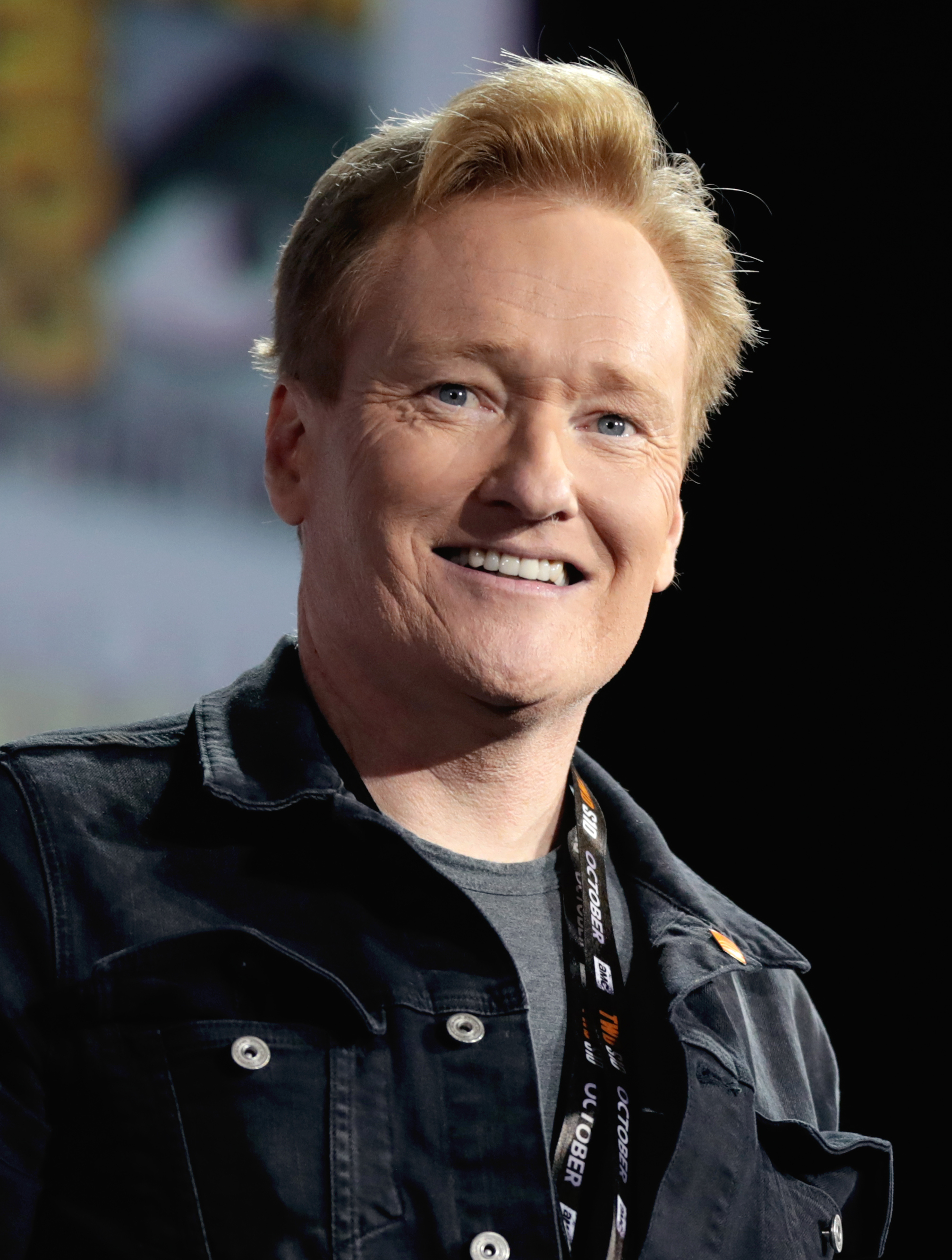
Moderator Conan O’Brien

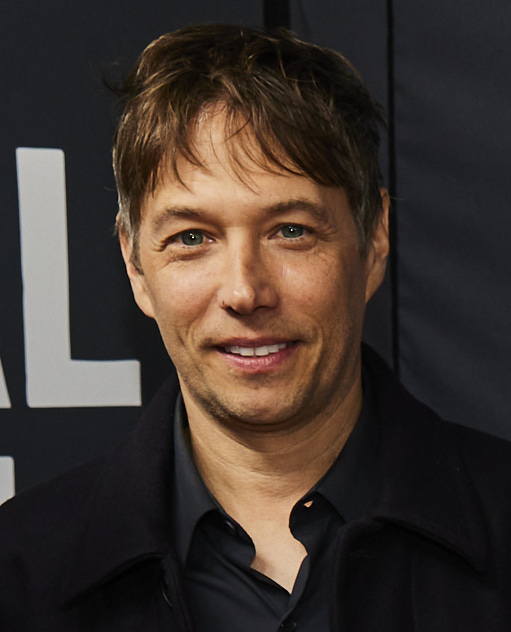
Sean Baker erhielt die meisten Auszeichnungen für Anora

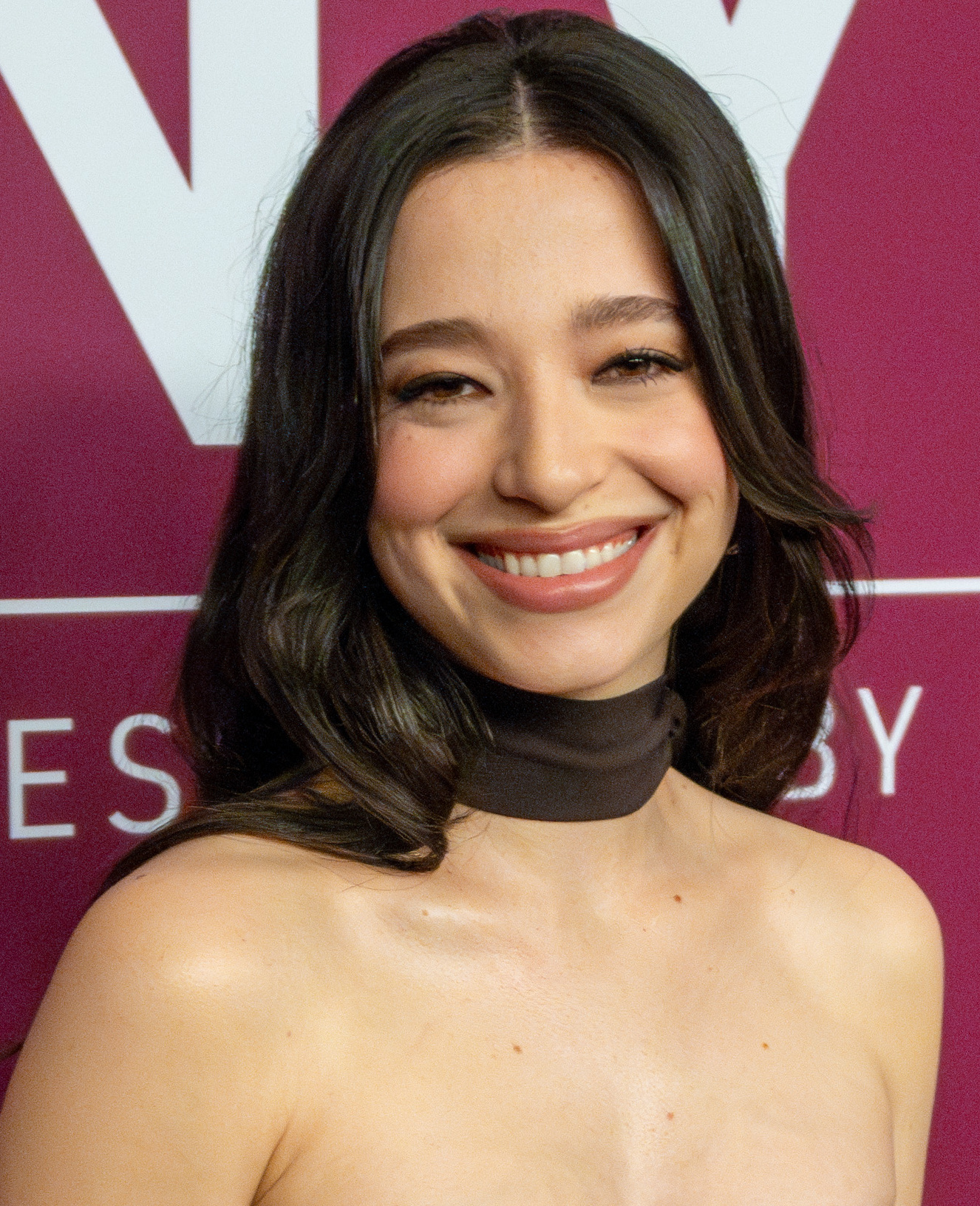
Mikey Madison, ausgezeichnet als beste Hauptdarstellerin in Anora

Übersicht aller ausgezeichneten Filme

◄◄ | ◄ | 2021 | 2022 | 2023 | 2024 | Oscarverleihung 2025

Weitere Ereignisse
Die 97. Verleihung der Oscars (englisch 97th Academy Awards) fand am 2. März 2025 im Dolby Theatre in Los Angeles statt. Die Academy of Motion Picture Arts and Sciences (AMPAS) ehrte dabei die aus ihrer Sicht besten Filme und Filmschaffenden des Kinojahres 2024 mit Auszeichnungen in 23 Kategorien. Erfolgreichster Film wurde die US-amerikanische Independent-Produktion Anora von Sean Baker, die in fünf Kategorien ausgezeichnet wurde (Film, Regie, Originaldrehbuch, Hauptdarstellerin – Mikey Madison, Schnitt). Zusätzlich wurden Mitte November 2024 bei einer getrennt veranstalteten Gala, den Governors Awards, Ehrenpreise verliehen.
Der US-amerikanische Fernsehsender ABC strahlte die Preisverleihung in über 200 Länder und Gebiete weltweit aus. Ergänzend gab es erstmals ein Streamingangebot durch den Dienst Hulu. Als Moderator wurde im November 2024 Conan O’Brien bekanntgegeben, der die Oscarverleihung zum ersten Mal moderierte. Nick Offerman fungierte als Off-Sprecher.

## Hintergrund

### Nominierungen
Die Oscar-Nominierungen sollten am 17. Januar 2025 bekanntgegeben werden, wurden aber wegen der verheerenden Waldbrände um einige Tage verschoben. Die nominierten Filme und Künstler wurden schließlich am 23. Januar 2025 durch Rachel Sennott und Bowen Yang bekanntgegeben. Das Favoritenfeld führte Jacques Audiards französische Produktion Emilia Pérez an. Der Genremix erhielt 13 Nominierungen und löste damit Tiger and Dragon (2001) und Roma (2019) als am häufigsten nominierte nicht-englischsprachige Produktion in der Geschichte der Oscarverleihung ab. Hauptdarstellerin Karla Sofía Gascón wurde als erste offen transgeschlechtliche Schauspielerin in einer Darstellerkategorie berücksichtigt. Letztendlich gewann Emilia Pérez in den Kategorien Beste Nebendarstellerin (Zoë Saldaña) und Bester Filmsong (El Mal). Auf jeweils 10 Nominierungen kamen Brady Corbets Historiendrama Der Brutalist und das Musical Wicked von Jon M. Chu. Der Brutalist gewann Oscars in den Kategorien Bester Hauptdarsteller (Adrien Brody), Beste Kamera und Beste Filmmusik, während Wicked für Szenenbild und Kostüme preisgekrönt wurde. Bei den Filmgesellschaften hatte nach Nominierungen Universal Pictures (inklusive Focus Features 25 Nominierungen) dominiert, gefolgt vom Streaminganbieter Netflix (16) und A24 (14).
Weiterhin für Nominierungen berücksichtigt wurden die internationalen Kinoproduktionen Konklave (8 Nominierungen – 1 Auszeichnung für das beste adaptierte Drehbuch) und September 5 der deutschsprachigen Regisseure Edward Berger und Tim Fehlbaum. So wurden Fehlbaum und Moritz Binder gemeinsam für ihr adaptiertes Drehbuch nominiert. Auch Filmkomponist Volker Bertelmann und die Kostümbildnerin Lisy Christl wurden jeweils für ihre Arbeit an Konklave berücksichtigt, blieben aber unprämiert. In der Kategorie Bester internationaler Film konkurrierte der offizielle deutsche Oscar-Kandidat Die Saat des heiligen Feigenbaums des gebürtigen Iraners Mohammad Rasulof, der gegenüber dem brasilianischen Beitrag Für immer hier von Walter Salles das Nachsehen hatte.
Bemerkenswert bei der Ankündigung der Nominierungen in der Kategorie Bester Film war, dass bei der Hälfte der Beiträge (Der Brutalist, Emilia Pérez, Für immer hier, Die Nickel Boys, The Substance) Angaben zum Produzenten fehlten. Dies traf auch auf einige nominierte Animations- und Dokumentarfilme (Flow, Sugarcane, Wallace & Gromit – Vergeltung mit Flügeln) zu. Um sich für einen nominierten Film in den Kategorien Animationsfilm, Dokumentarfilm und Bester Film zu qualifizieren, musste der Produzent für eine Auszeichnung der Producers Guild of America in Frage kommen oder erfolgreich gegen die Ablehnung des Berufsverbands der Produzenten Einspruch eingelegt haben. Anfang Februar wurden die noch fehlenden nominierten Personen bestimmt.

### Eckdaten zur Verleihung
Die Eckdaten zur 97. Oscarverleihung im Überblick:
| Datum                | Ereignis |
| -------------------- | --- |
| 14. November 2024    | Einreichungsfrist für allgemeine Teilnahmekategorien endet |
| 17. November 2024    | Governors Awards (Vergabe der Ehrenoscars) |
| 9.–13. Dezember 2024 | Vorabstimmung |
| 17. Dezember 2024    | Veröffentlichung der Oscar-Shortlists |
| 31. Dezember 2024    | Qualifikationszeitraum für Filme endet |
| 8.–17. Januar 2025   | Abstimmung über die Oscar-Nominierungen |
| 23. Januar 2025      | Oscar-Nominierungen werden bekanntgegeben ursprünglich für den 17. Januar 2025 geplant, aufgrund von Bränden in Südkalifornien zunächst auf den 19. Januar 2025 verschoben |
| 11.–18. Februar 2025 | Finale Abstimmung über die Oscar-Preisträger |
| 18. Februar 2025     | Vergabe der Auszeichnungen für Wissenschaft und Technik |
| 2. März 2025         | 97. Oscarverleihung |

## Besonderes Ereignis
Als Adrien Brody seinen Oscar entgegennahm, hielt er eine Dankesrede, die 5 Minuten und 40 Sekunden lang war. Damit hielt er die längste Dankesrede in der Geschichte der Oscars und stellte den Rekord der Oscargewinnerin Greer Garson ein, deren Dankesrede bei der Oscarverleihung 1943 5 Minuten und 30 Sekunden lang dauerte.

## Preisträger und Nominierte
| Film                             | N  | A |
| -------------------------------- | -- | - |
| Emilia Pérez                     | 13 | 2 |
| Der Brutalist                    | 10 | 3 |
| Wicked                           | 10 | 2 |
| Konklave                         | 08 | 1 |
| Like A Complete Unknown          | 08 | 0 |
| Anora                            | 06 | 5 |
| Dune: Part Two                   | 05 | 2 |
| The Substance                    | 05 | 1 |
| Nosferatu – Der Untote           | 04 | 0 |
| Für immer hier                   | 03 | 1 |
| Sing Sing                        | 03 | 0 |
| Der wilde Roboter                | 03 | 0 |
| Flow                             | 02 | 1 |
| A Real Pain                      | 02 | 1 |
| The Apprentice – The Trump Story | 02 | 0 |
| Die Nickel Boys                  | 02 | 0 |

### Bester Film
Anora – Produktion: Alex Coco, Samantha Quan, Sean Baker
- nominiert:
  - Der Brutalist (The Brutalist) – Produktion: Nick Gordon, Brian Young, Andrew Morrison, Brady Corbet, D. J. Gugenheim
  - Like A Complete Unknown (A Complete Unknown) – Produktion: Fred Berger, James Mangold, Alex Heineman
  - Konklave (Conclave) – Produktion: Tessa Ross, Juliette Howell und Michael A. Jackman
  - Dune: Part Two – Produktion: Mary Parent, Cale Boyter, Tanya Lapointe, Denis Villeneuve
  - Emilia Pérez – Produktion: Pascal Caucheteux, Jacques Audiard
  - Für immer hier (Ainda estou aqui / I’m Still Here) – Produktion: Maria Carlota Bruno, Rodrigo Teixeira
  - Die Nickel Boys (Nickel Boys) – Produktion: Dede Gardner, Jeremy Kleiner, Joslyn Barnes
  - The Substance – Produktion: Coralie Fargeat, Tim Bevan, Eric Fellner
  - Wicked – Produktion: Marc Platt

### Beste Regie
Sean Baker – Anora
- nominiert:
  - Brady Corbet – Der Brutalist (The Brutalist)
  - James Mangold – Like A Complete Unknown (A Complete Unknown)
  - Jacques Audiard – Emilia Pérez
  - Coralie Fargeat – The Substance

### Bester Hauptdarsteller
Adrien Brody – Der Brutalist (The Brutalist)
- nominiert:
  - Timothée Chalamet – Like A Complete Unknown (A Complete Unknown)
  - Colman Domingo – Sing Sing
  - Ralph Fiennes – Konklave (Conclave)
  - Sebastian Stan – The Apprentice – The Trump Story (The Apprentice)

### Beste Hauptdarstellerin
Mikey Madison – Anora
- nominiert:
  - Cynthia Erivo – Wicked
  - Karla Sofía Gascón – Emilia Pérez
  - Demi Moore – The Substance
  - Fernanda Torres – Für immer hier (Ainda estou aqui / I’m Still Here)

### Bester Nebendarsteller
Kieran Culkin – A Real Pain
- nominiert:
  - Juri Borissow – Anora
  - Edward Norton – Like A Complete Unknown (A Complete Unknown)
  - Guy Pearce – Der Brutalist (The Brutalist)
  - Jeremy Strong – The Apprentice – The Trump Story (The Apprentice)

### Beste Nebendarstellerin
Zoë Saldaña – Emilia Pérez
- nominiert:
  - Monica Barbaro – Like A Complete Unknown (A Complete Unknown)
  - Ariana Grande – Wicked
  - Felicity Jones – Der Brutalist (The Brutalist)
  - Isabella Rossellini – Konklave (Conclave)

### Bestes Originaldrehbuch
Sean Baker – Anora
- nominiert:
  - Brady Corbet, Mona Fastvold – Der Brutalist (The Brutalist)
  - Jesse Eisenberg – A Real Pain
  - Moritz Binder, Tim Fehlbaum; Alex David (Co-Autor) – September 5
  - Coralie Fargeat – The Substance

### Bestes adaptiertes Drehbuch
Peter Straughan – Konklave (Conclave)
- nominiert:
  - James Mangold, Jay Cocks – Like A Complete Unknown (A Complete Unknown)
  - Jacques Audiard, in Zusammenarbeit mit Thomas Bidegain, Léa Mysius, Nicolas Livecchi – Emilia Pérez
  - RaMell Ross, Joslyn Barnes – Die Nickel Boys (Nickel Boys)
  - Clint Bentley, Greg Kwedar (Drehbuch), Clint Bentley, Greg Kwedar, Clarence Maclin, John „Divine G“ Whitfield (Kurzgeschichte) – Sing Sing

### Beste Kamera
Lol Crawley – Der Brutalist (The Brutalist)
- nominiert:
  - Ed Lachman – Maria
  - Paul Guilhaume – Emilia Pérez
  - Greig Fraser – Dune: Part Two
  - Jarin Blaschke – Nosferatu – Der Untote (Nosferatu)

### Bestes Szenenbild
Nathan Crowley, Lee Sandales – Wicked
- nominiert:
  - Judy Becker, Patricia Cuccia – Der Brutalist (The Brutalist)
  - Suzie Davies, Cynthia Sleiter – Konklave (Conclave)
  - Patrice Vermette, Shane Vieau – Dune: Part Two
  - Craig Lathrop, Beatrice Brentnerová – Nosferatu – Der Untote (Nosferatu)

### Bestes Kostümdesign
Paul Tazewell – Wicked
- nominiert:
  - Lisy Christl – Konklave (Conclave)
  - Linda Muir – Nosferatu – Der Untote (Nosferatu)
  - Arianne Phillips – Like A Complete Unknown (A Complete Unknown)
  - Janty Yates, David Crossman – Gladiator II

### Bestes Make-up und beste Frisuren
Pierre-Olivier Persin, Stéphanie Guillon, Marilyne Scarselli – The Substance
- nominiert:
  - Mike Marino, David Presto, Crystal Jurado – A Different Man
  - Julia Floch Carbonel, Emmanuel Janvier, Jean-Christophe Spadaccini – Emilia Pérez
  - David White, Traci Loader, Suzanne Stokes-Munton – Nosferatu – Der Untote (Nosferatu)
  - Frances Hannon, Laura Blount, Sarah Nuth – Wicked

### Beste Filmmusik
Daniel Blumberg – Der Brutalist (The Brutalist)
- nominiert:
  - Volker Bertelmann – Konklave (Conclave)
  - Clément Ducol, Camille – Emilia Pérez
  - John Powell, Stephen Schwartz – Wicked
  - Kris Bowers – Der wilde Roboter (The Wild Robot)

### Bester Filmsong
El Mal aus Emilia Pérez – Musik und Text: Clément Ducol, Camille und Jacques Audiard
- nominiert:
  - The Journey aus The Six Triple Eight – Musik und Text: Diane Warren
  - Like a Bird aus Sing Sing – Musik und Text: Abraham Alexander, Adrian Quesada
  - Mi Camino aus Emilia Pérez – Musik und Text: Clément Ducol und Camille
  - Never Too Late aus Elton John: Never Too Late – Musik und Text: Elton John, Brandi Carlile, Andrew Watt, Bernie Taupin

### Bester Schnitt
Sean Baker – Anora
- nominiert:
  - Dávid Jancsó – Der Brutalist (The Brutalist)
  - Nick Emerson – Konklave (Conclave)
  - Juliette Welfling – Emilia Pérez
  - Myron Kerstein – Wicked

### Bester Ton
Gareth John, Richard King, Ron Bartlett, Doug Hemphill – Dune: Part Two
- nominiert:
  - Tod A. Maitland, Donald Sylvester, Ted Caplan, Paul Massey, David Giammarco – Like A Complete Unknown (A Complete Unknown)
  - Erwan Kerzanet, Aymeric Devoldère, Maxence Dussère, Cyril Holtz, Niels Barletta – Emilia Pérez
  - Simon Hayes, Nancy Nugent Title, Jack Dolman, Andy Nelson, John Marquis – Wicked
  - Randy Thom, Brian Chumney, Gary A. Rizzo, Leff Lefferts – Der wilde Roboter (The Wild Robot)

### Beste visuelle Effekte
Paul Lambert, Stephen James, Rhys Salcombe, Gerd Nefzer – Dune: Part Two
- nominiert:
  - Eric Barba, Nelson Sepulveda-Fauser, Daniel Macarin, Shane Mahan – Alien: Romulus
  - Luke Millar, David Clayton, Keith Herft, Peter Stubbs – Better Man – Die Robbie Williams Story (Better Man)
  - Erik Winquist, Rodney Burke, Paul Story, Stephen Unterfranz – Planet der Affen: New Kingdom (Kingdom of the Planet of the Apes)
  - Pablo Helman, Jonathan Fawkner, Dave Shirk, Paul Corbould – Wicked

### Bester Animationsfilm
Flow – Gints Zilbalodis, Matīss Kaža, Ron Dyens, Gregory Zalcman
- nominiert:
  - Alles steht Kopf 2 (Inside Out 2) – Kelsey Mann, Mark Nielsen
  - Memoir of a Snail – Adam Elliot, Liz Kearney
  - Wallace & Gromit – Vergeltung mit Flügeln (Wallace & Gromit: Vengeance Most Fowl) – Nick Park, Merlin Crossingham, Richard Beek
  - Der wilde Roboter (The Wild Robot) – Chris Sanders, Jeff Hermann

### Bester animierter Kurzfilm
In the Shadow of the Cypress – Shirin Sohani, Hossein Molayemi
- nominiert:
  - Beautiful Men – Nicolas Keppens, Brecht Van Elslande
  - Magic Candies – Daisuke Nishio, Takashi Washio
  - Wander to Wonder – Nina Gantz, Stienette Bosklopper
  - Beurk! (Yuck!) – Loïc Espuche, Juliette Marquet

### Bester Kurzfilm
Ich bin kein Roboter (I’m Not a Robot) – Victoria Warmerdam, Trent
- nominiert:
  - A Lien – Sam Cutler-Kreutz, David Cutler-Kreutz
  - Anuja – Adam J. Graves, Suchitra Mattai
  - The Last Ranger – Cindy Lee, Darwin Shaw
  - Der Mann, der nicht schweigen wollte (Čovjek koji nije mogao šutjeti) – Nebojša Slijepčević, Danijel Pek

### Bester Dokumentarfilm
No Other Land – Basel Adra, Rachel Szor, Hamdan Ballal, Yuval Abraham
- nominiert:
  - Black Box Diaries – Shiori Itō, Eric Nyari, Hanna Aqvilin
  - Porcelain War – Brendan Bellomo, Slava Leontyev, Aniela Sidorska, Paula DuPré Pesmen
  - Soundtrack to a Coup d’Etat – Johan Grimonprez, Daan Milius, Rémi Grellety
  - Sugarcane – Julian Brave NoiseCat, Emily Kassie, Kellen Quinn

### Bester Dokumentar-Kurzfilm
Die einzige Frau im Orchester (The Only Girl in the Orchestra) – Molly O’Brien, Lisa Remington
- nominiert:
  - Death by Numbers – Kim A. Snyder, Janique L. Robillard
  - I Am Ready, Warden – Smriti Mundhra, Maya Gnyp
  - Incident – Bill Morrison, Jamie Kalven
  - Instruments of a Beating Heart – Ema Ryan Yamazaki, Eric Nyari

### Bester internationaler Film
Für immer hier (Ainda estou aqui / I’m Still Here), Brasilien – Regie: Walter Salles
- nominiert:
  - Das Mädchen mit der Nadel (Pigen med nålen), Dänemark – Regie: Magnus von Horn
  - Emilia Pérez, Frankreich – Regie: Jacques Audiard
  - Die Saat des heiligen Feigenbaums (دانه‌ی انجیر معابد The Seed of the Sacred Fig), Deutschland – Regie: Mohammad Rasulof
  - Flow, Lettland – Regie: Gints Zilbalodis

## Laudatoren
Während der Oscarverleihung traten unter anderem folgende Laudatoren auf:
| Laudatoren                                                             | Kategorie(n)                              |
| ---------------------------------------------------------------------- | ----------------------------------------- |
| Robert Downey Jr.                                                      | Nebendarsteller                           |
| Andrew Garfield, Goldie Hawn                                           | Animierter Spielfilm, animierter Kurzfilm |
| Lily-Rose Depp, Elle Fanning, John Lithgow, Connie Nielsen, Bowen Yang | Kostümdesign                              |
| Amy Poehler                                                            | Drehbuch, adaptiertes Drehbuch            |
| Scarlett Johansson, June Squibb                                        | Make-up und Frisuren                      |
| Daryl Hannah                                                           | Schnitt                                   |
| Da’Vine Joy Randolph                                                   | Nebendarstellerin                         |
| Ben Stiller                                                            | Szenenbild                                |
| Mick Jagger                                                            | Song                                      |
| Selena Gomez, Samuel L. Jackson                                        | Dokumentar-Kurzfilm, Dokumentarfilm       |
| Miley Cyrus, Miles Teller                                              | Ton                                       |
| Gal Gadot, Rachel Zegler                                               | Visuelle Effekte                          |
| Ana de Armas, Sterling K. Brown                                        | Kurzfilm                                  |
| Joe Alwyn, Alba Rohrwacher, Zoë Saldaña, Dave Bautista, Willem Dafoe   | Kamera                                    |
| Penélope Cruz                                                          | Internationaler Film                      |
| Mark Hamill                                                            | Filmmusik                                 |
| Cillian Murphy                                                         | Hauptdarsteller                           |
| Quentin Tarantino                                                      | Regie                                     |
| Emma Stone                                                             | Hauptdarstellerin                         |
| Billy Crystal, Meg Ryan                                                | Film                                      |

## Ehrenoscars
Die vom Board of Governors der AMPAS bestimmten Ehrenpreisträger wurden im Rahmen der Governors Awards am 17. November 2024 im Ray Dolby Ballroom des Einkaufszentrums Ovation Hollywood ausgezeichnet. Die Bekanntgabe erfolgte am 12. Juni 2024:
- Quincy Jones – US-amerikanischer Musikproduzent und -komponist sowie Filmproduzent (sieben Oscar-Nominierungen zwischen 1968 und 1986 und erster Afroamerikaner, der in der Kategorie Bester Song nominiert wurde; Jean Hersholt Humanitarian Award 1995)
- Juliet Taylor – US-amerikanische Castingregisseurin (arbeitete unter anderen mit den Filmregisseuren James L. Brooks, Nora Ephron, Mike Nichols, Martin Scorsese und Steven Spielberg zusammen)

Darüber hinaus wurde dem neuseeländischen Drehbuchautor Richard Curtis der Jean Hersholt Humanitarian Award zuerkannt. Michael G. Wilson und Barbara Broccoli, Produzenten der James-Bond-Reihe, wurde der Irving G. Thalberg Memorial Award zugesprochen. Broccoli ist erst die zweite Frau, der die Auszeichnung zuteilwurde.
Der am 3. November 2024 verstorbene Quincy Jones konnte seinen Ehren-Oscar bei der Verleihung am 17. November 2024 nicht mehr entgegennehmen. Er wurde nicht in dem Abschnitt In Memoriam erwähnt. Stattdessen führten Whoopi Goldberg und Oprah Winfrey in einem eigenen Segment durch einen Nachruf auf ihn.

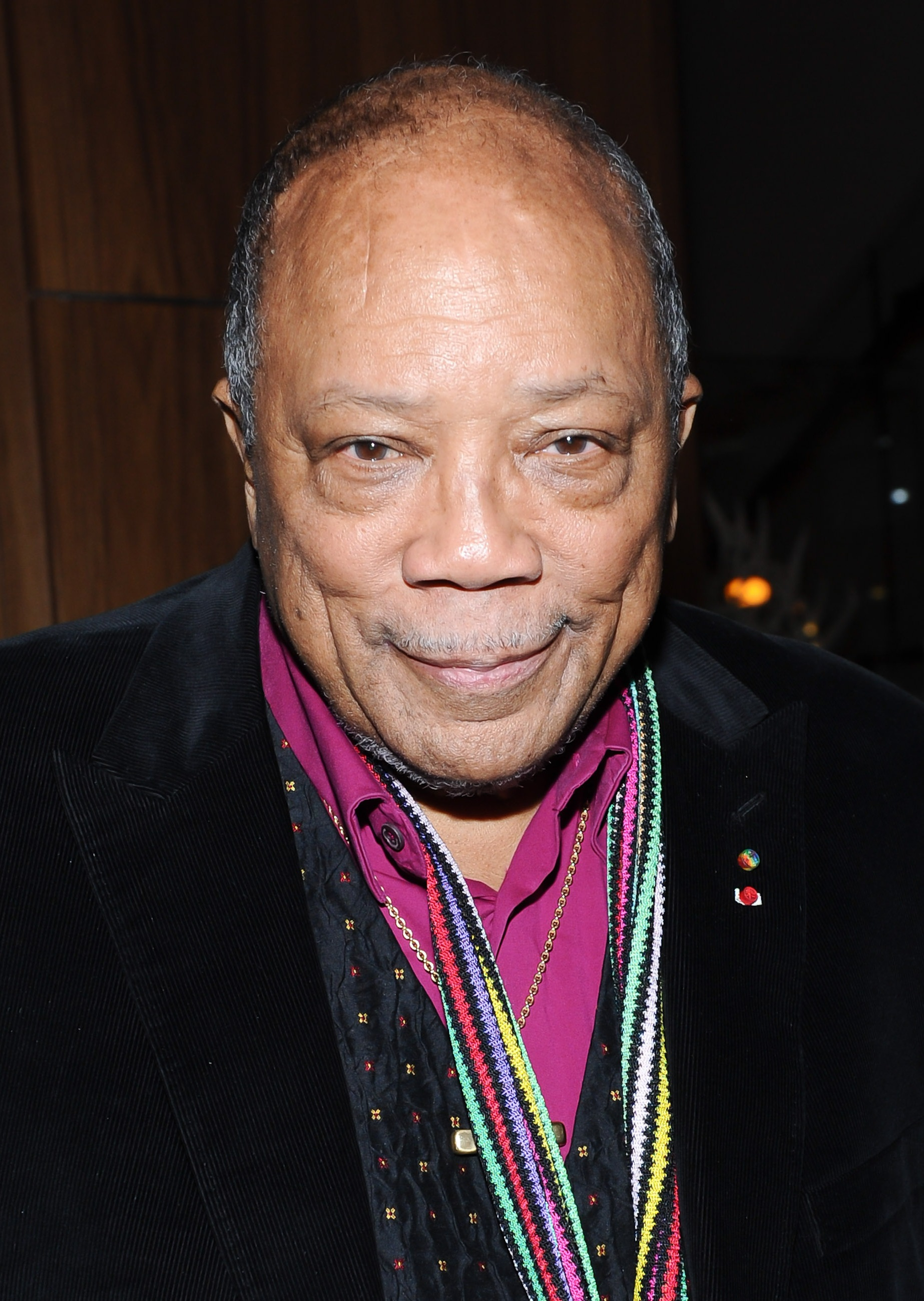
Quincy Jones (2014)
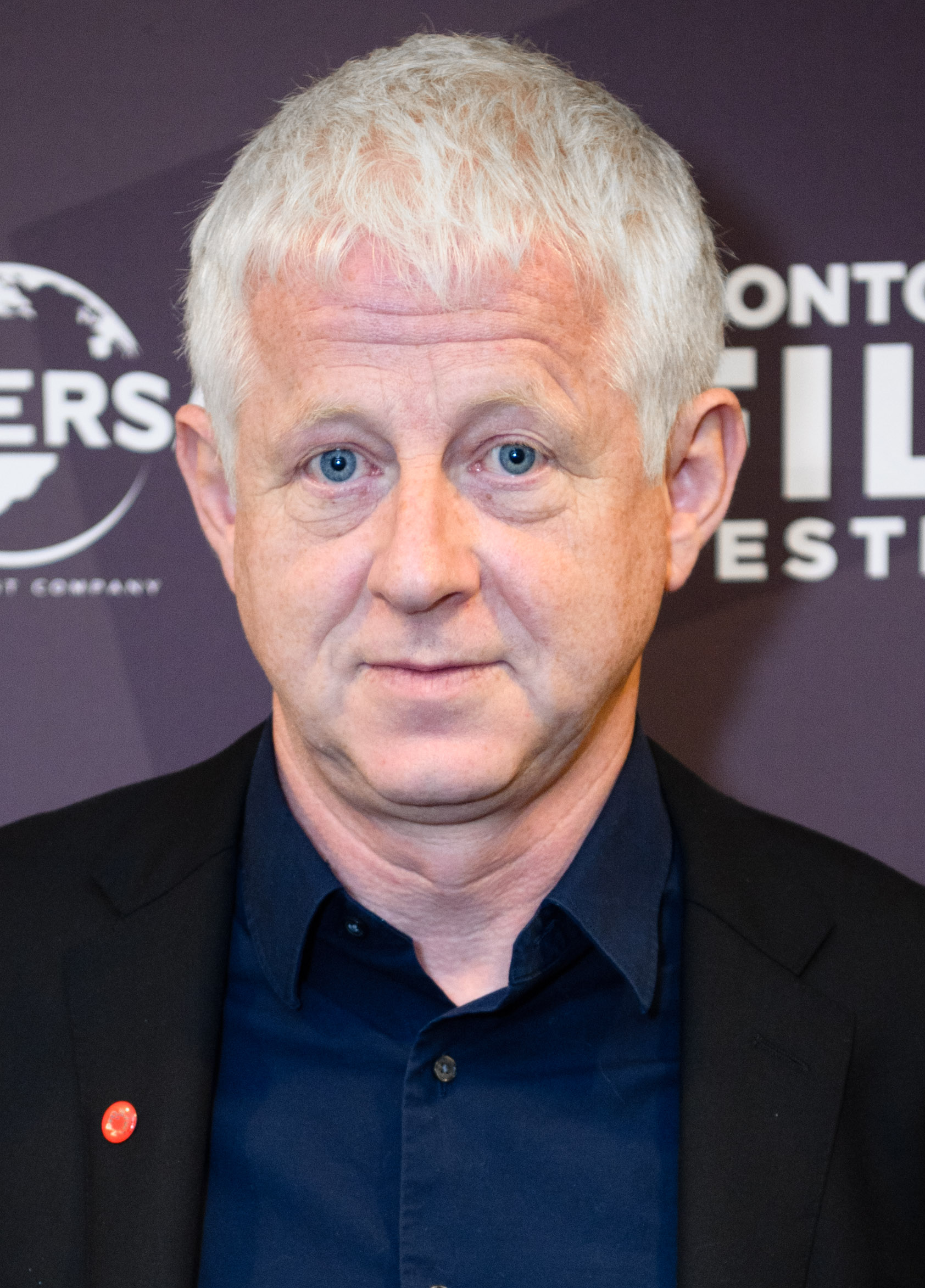
Richard Curtis (2015)
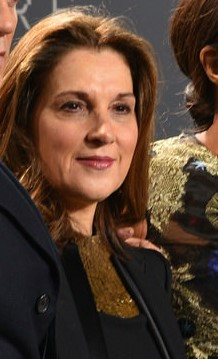
Barbara Broccoli (2015)

## In Memoriam
Wie in jedem Jahr gedachte die Academy auch wieder ihrer im Verlauf des vorigen Jahres verstorbenen Mitglieder. Erinnert wurde sodann an:
- Maggie Smith
- Gena Rowlands
- Dabney Coleman
- Lourdes Portillo
- Dick Pope
- Phyllis Dalton
- David Seidler
- Roger Corman
- Jeff Baena
- Dianne Crittenden
- Bob Newhart
- Kris Kristofferson
- Marshall Brickman
- Robert Laemmle
- M. Emmet Walsh
- KC Fox
- Anthea Sylbert
- Josh Welsh
- John F. Burnett
- Fred Roos
- Jeannie Epper
- Christopher Newman
- Nancy St. John
- Paula Weinstein
- Teri Garr
- Cheng Pei-Pei
- John Amos
- Robert Towne
- Bill Cobbs
- Lisa Westcott
- Barry Michael Cooper
- Leonard Engelman
- Bud S. Smith
- Lynda Obst
- Adam Somner
- Roger Pratt
- Charles Shyer
- Joan Plowright
- Anouk Aimée
- Donald Sutherland
- Leo Chaloukian
- Albert S. Ruddy
- Art Evans
- Colin Chilvers
- Jim Tauber
- Richard M. Sherman
- Jan A. P. Kaczmarek
- Louis Gossett Jr.
- Tim McGovern
- Ray Chan
- Will Jennings
- Jon Landau
- Fumi Kitahara
- Shelley Duvall
- David Lynch
- James Earl Jones
- Gene Hackman